# Андреевское сельское поселение (Чувашия)
Андреевское се́льское поселе́ние — муниципальное образование в Ибресинском районе Чувашии Российской Федерации.
Административный центр — деревня Андреевка.

## История
Статус и границы сельского поселения установлены Законом Чувашской Республики от 24 ноября 2004 года № 37 «Об установлении границ муниципальных образований Чувашской Республики и наделении их статусом городского, сельского поселения, муниципального района и городского округа».
Планируется, что через Андреевское пройдёт платная автомагистраль М12 «Восток» Москва — Казань — Екатеринбург.

## Население
| 2010 | 2012 | 2013 | 2014 | 2015 | 2016 | 2017 |
| ---- | ---- | ---- | ---- | ---- | ---- | ---- |
| 1014 | ↘991 | ↘959 | ↘938 | ↗947 | ↘931 | ↘923 |
| 2018 | 2019 | 2020 | 2021 |      |      |      |
| ↘914 | ↘877 | ↘866 | ↗868 |      |      |      |

## Состав сельского поселения
| № | Населённый пункт | Тип населённого пункта          | Население |
| - | ---------------- | ------------------------------- | --------- |
| 1 | Андреевка        | деревня, административный центр | ↗430      |
| 2 | Кожакпось        | посёлок                         | ↗43       |
| 3 | Кошмаш-Тойси     | деревня                         | ↗291      |
| 4 | Малое Батырево   | деревня                         | ↗173      |
| 5 | Сюрбеевка        | деревня                         | ↘210      |

## Уроженцы
В деревне Кошмаш-Тойси родилась Татьяна Васильевна Фёдорова - Глава МО "Городской округ "Город Нарьян-Мар" — административного центра Ненецкого автономного округа (2012—2017).